# Carl Blos

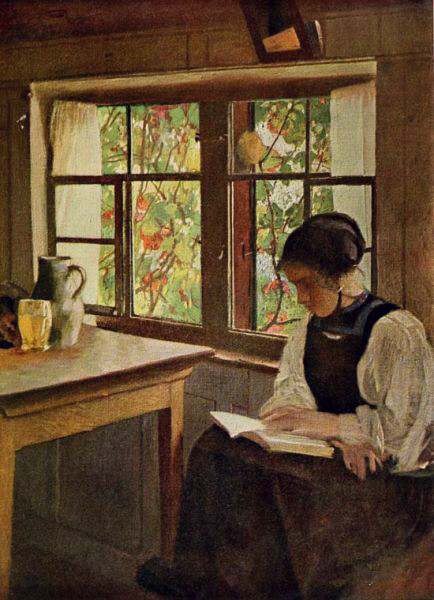
Sonntagnachmittag

Carl Blos (* 24. November 1860 in Mannheim; † 19. November 1941 in München) war ein deutscher Porträt-, Genre- und Landschaftsmaler.

## Leben
Carl Blos begann seine Malerlehre in den Jahren von 1878 bis 1880 an der Kunstgewerbeschule in Karlsruhe, setzte sie an der Kunstakademie in Karlsruhe bei Karl Hoff von 1881 bis 1883 fort. Danach studierte er seit dem 26. Oktober 1883 bis 1887 an der Königlichen Akademie der Künste in München bei Wilhelm Lindenschmit dem Jüngeren. Während der beiden letzten Studienjahre war er auch im Meisteratelier seines Professors tätig.
Carl Blos wurde Mitglied der Luitpold-Gruppe. 1902 wurde er zum Professor der Münchner Kunstakademie berufen.
Blos wurde 1884 mit der Akademiemedaille und 1905 mit der Großen Medaille sowie 1937 mit dem Lenbach-Preis der Stadt München ausgezeichnet. 1896 wurde er zudem auf der Internationalen Kunstausstellung in Berlin mit der Kleinen Goldmedaille ausgezeichnet. 
Auf der Großen Deutschen Kunstausstellung 1939 wurde ein Bild von Carl Blos eingekauft.

## Gallery

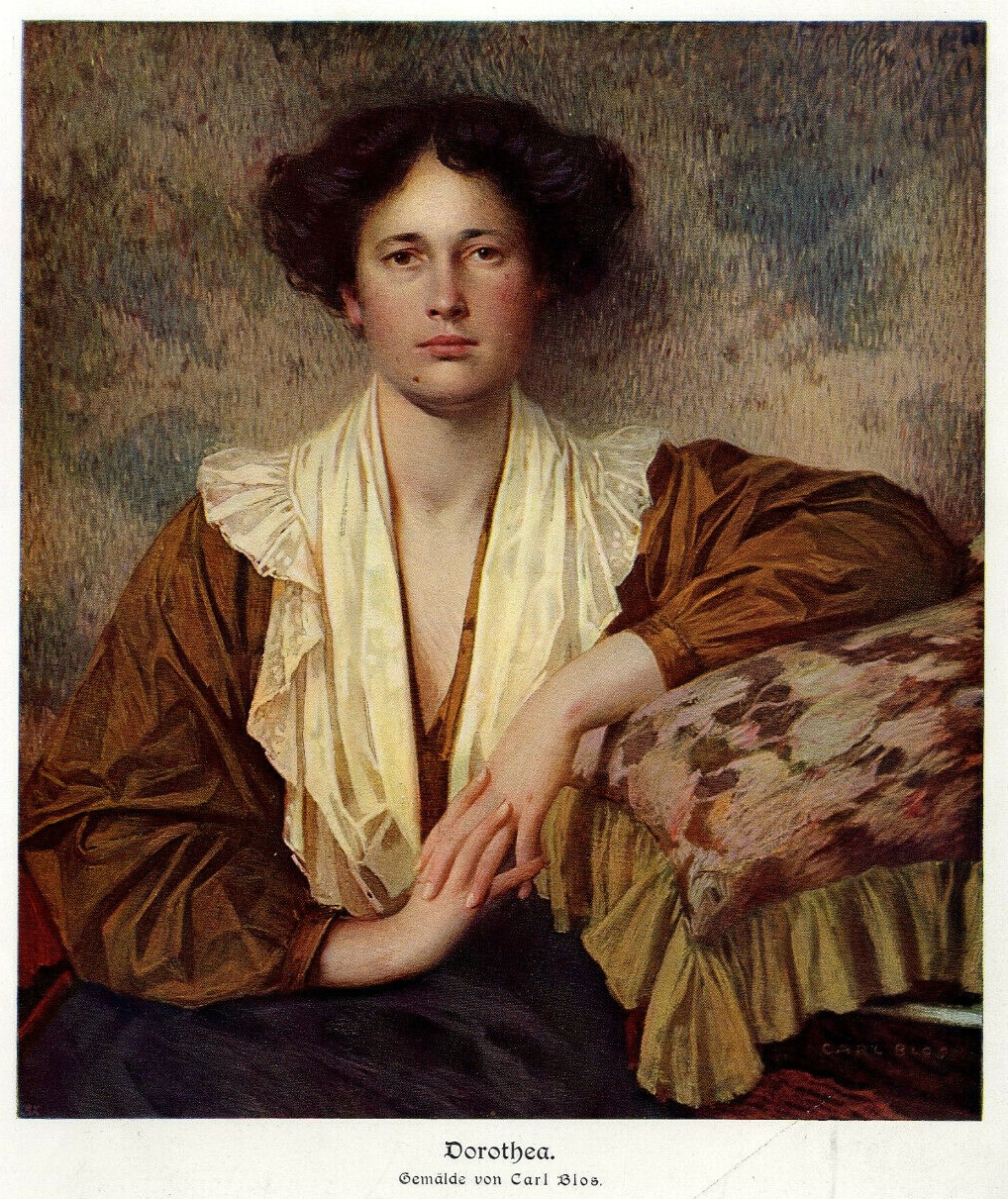
Carl Blos, Dorothea, etwa 1911
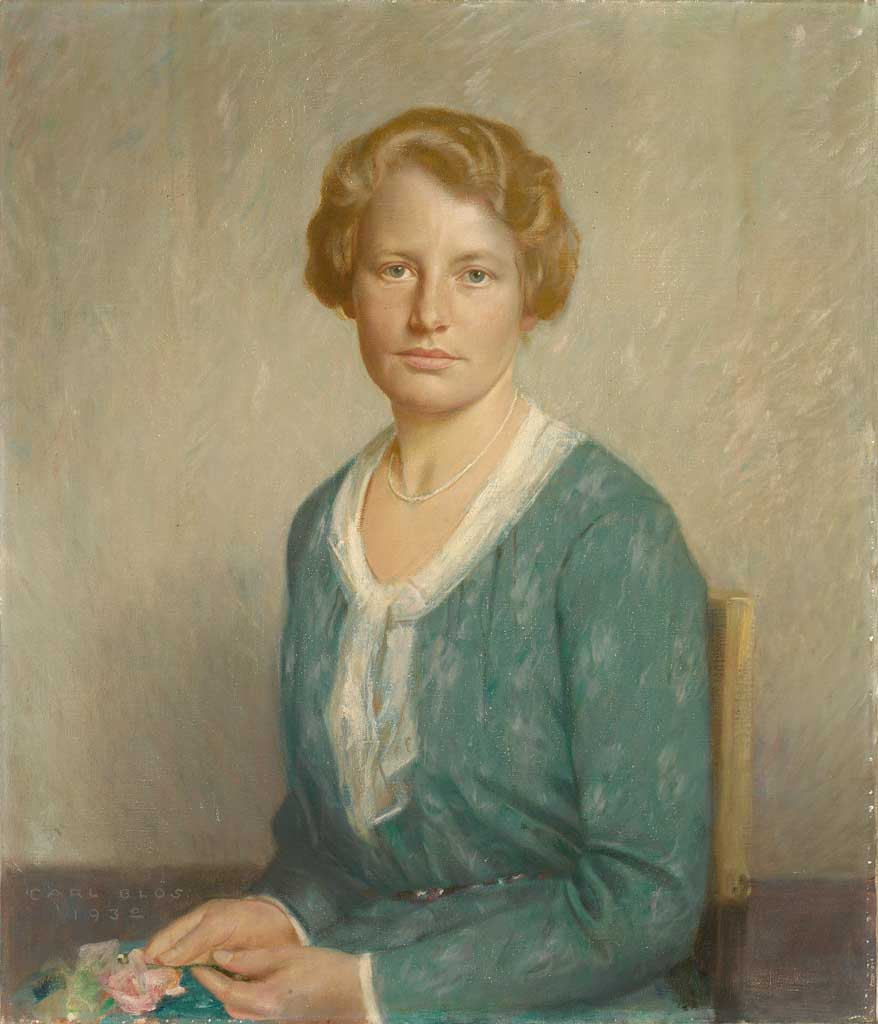
Carl Blos, Porträt einer jungen Frau, vor 1941
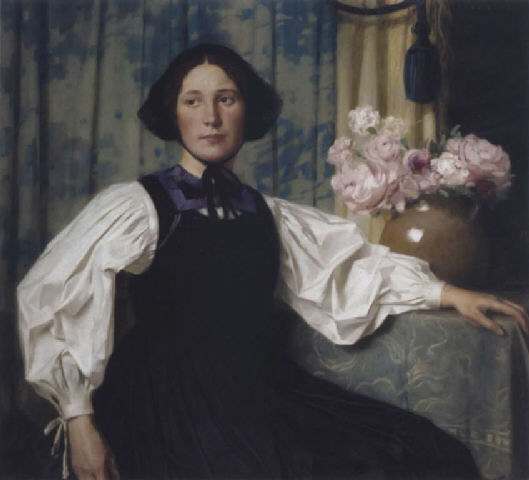
Carl Blos, Portrait eines Mädchens in Tracht neben Pfingstrosenstrauß, vor 1941
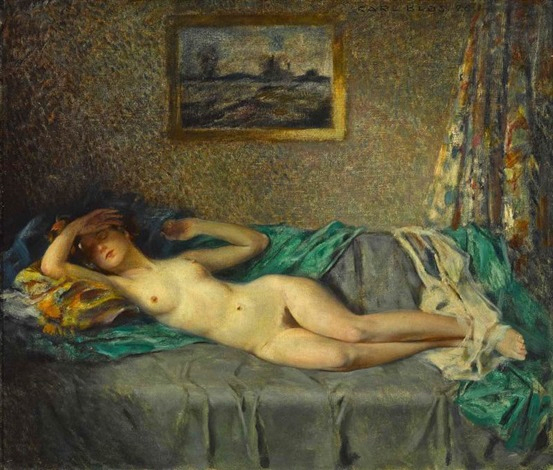
Carl Blos, Liegender weiblicher Akt, 1926